# شبکه آشور
شبکه آشور یک شبکه تلویزیونی آشوری وابسته به حزب دموکرات آشوری است. این شبکه در سن‌خوزه کالیفرنیا قرار دارد.